# 1. ФК Словачко
„1. ФК Словацко“ (на чешки: 1. FC Slovácko a.s.) е чешки футболен клуб от град Ухерске Храдище, Злински край. Домакинските си срещи играе на „Мирослав Валенти“ с капацитет 8121 места.
Състезава се във Фортуна лига – висшата дивизия на Чехия. Клубни цветове синьо и бяло.

## История
Основан през 2000 година след обединението на „Синот“ и „Словацка Славия“. Първото име е „1.ФК Синот“. Но през 2004 заради скандал, свързан с корупциея, клубът е лишен от титулярния спонсор – фирмата „Синот“ и е преименуван на „ФК Словацко“. Най-доброто постижение на отбора е достигането на два пъти до финала за националната купа. През 2005 година „Словацко“ губи от „Баник“ (Острава) с 1:2, а през 2009 от „Теплице“ с 0:1.

## Предишни имена[2]
| Години      | Име                                |
| ----------- | ---------------------------------- |
| 2000 – 2004 | „1.ФК Синот“ 1. FC Synot           |
| 2004 –      | „1.ФК Словацко 1. FC Slovácko, a.s |

## Отличия
- Гамбринус лига: (1 ниво)
  - 4-то място (1): 2020/21
- Купа на Чехия:
  -  Финалист (2):: 2004/05, 2008/09